# أبلايخان زوسوبوف
أبلايخان زوسوبوف (مواليد 10 يناير 1997) هو ملاكم كازاخستاني، مثّل بلاده في الألعاب الأولمبية الصيفية 2016.

## وصلات خارجية
أبلايخان زوسوبوف على موقع بوكس ريك (الإنجليزية) (registration required)
- أبلايخان زوسوبوف على موقع اللجنة الأولمبية الدولية (الإنجليزية)
- أبلايخان زوسوبوف على موقع أوليمبيديا (الإنجليزية)